# Моллаева, Маня
Маня Моллаева (азерб. Manə Mollayeva; 19 марта 1998, Загатала) — азербайджанская футболистка, защитница сборной Азербайджана.

## Биография
Воспитанница азербайджанского футбола, на родине выступала за клубы «Загатала» и «Габала».
С 2017 года играла в чемпионате России за клуб «Кубаночка» (Краснодар). Дебютный матч в высшей лиге сыграла 8 августа 2017 года против клуба «Рязань-ВДВ». Всего за первые два сезона провела 19 матчей в высшей лиге. В 2018 году стала самым грубым игроком высшей лиги с 4 жёлтыми и 1 красной карточкой за 14 туров. Также выступала за молодёжный состав «Кубаночки» в первой лиге и в 2018 году была признана лучшим игроком команды. Первую половину сезона 2019 пропустила из-за травмы. Во второй половине 2019 года выступала за «Рязань-ВДВ».
Выступала за юношескую и молодёжную сборную Азербайджана. В национальной сборной дебютировала в официальных матчах осенью 2019 года в отборочном турнире чемпионата Европы-2021.